# 993 км (зупинний пункт)
993 кіломе́тр — залізничний пасажирський зупинний пункт Луганської дирекції Донецької залізниці.
Розташований неподалік від села Бурчак-Михайлівка, Станично-Луганський район, Луганської області на лінії Кіндрашівська-Нова — Довжанська між станціями Кіндрашівська-Нова (18 км) та Новосвітлівський (5 км).
Через військову агресію Росії на сході України транспортне сполучення припинене. Лінія не діюча з 2007 року. Лінію в майбутньому передбачено демонтувати.